# Wespenkopf
Die Wespenkopf ist ein 1127 m ü. NHN hoher Berg in den Bayerischen Voralpen im Isarwinkel. Der Berg befindet sich in der oberbayerischen Gemeinde Jachenau (Landkreis Bad Tölz-Wolfratshausen). 
Er bildet das Ende eines Grates der sich weiter nordwestlich bis zum Rabenkopf zieht. Dabei erhebt sich der Wespenkopf als letzte Erhebung über der Rappinschlucht gegenüber dem Bärenhaupt. Der Gipfel ist nur weglos erreichbar.